# Pokojowe współistnienie
Pokojowe współistnienie – koncepcja polityki zagranicznej Związku Socjalistycznych Republik Radzieckich (ZSRR) sformułowana przez Chruszczowa w okresie odwilży postalinowskiej.
Proces destalinizacji w polityce zagranicznej ZSRR przejawiał się między innymi ograniczonym otwarciem tego mocarstwa na świat. Pierwsze symptomy zmiany polityki zagranicznej Związku Radzieckiego pojawiły się wkrótce po śmierci Stalina w 1953, kiedy to zawarto rozejm kończący wojnę koreańską, a ZSRR zrezygnował z roszczeń wobec Turcji i nawiązał kontakty dyplomatyczne z Izraelem. Przełomowe były wydarzenia w 1955 roku. W maju tego roku Chruszczow udał się z oficjalną wizytą do Jugosławii, co zaowocowało wznowieniem zerwanych w 1948 roku stosunków dyplomatycznych. W tym samym roku ogłoszono zakończenie wojny z Niemcami i podpisano traktat kończący okupację Austrii w zamian za gwarancję neutralności tego państwa, a radziecka delegacja udała się do Stanów Zjednoczonych i Kanady celem zapoznania się z tamtejszymi metodami stosowanymi w rolnictwie.
„Oznacza to po prostu, że ZSRR nie prowadzi z Zachodem wojny w klasycznym znaczeniu tego słowa, że milczą armaty, ale nie znaczy, by miała ustać rywalizacja między dwoma obozami” – mówił o pokojowym współistnieniu Raymond Aron, filozof i socjolog francuski.
Koncepcja pokojowego współistnienia dopuszczała możliwość politycznego kompromisu z krajami kapitalistycznymi i nawiązanie wielostronnych kontaktów gospodarczych, kulturalnych i innych. Głównym założeniem nowej, postalinowskiej polityki zagranicznej ZSRR była rezygnacja z koncepcji wojny światowej pomiędzy blokiem wschodnim i zachodnim na rzecz doktryny pokojowego współistnienia krajów o różnym ustroju społeczno-politycznym i zasady niepodzielności terytorialnej oraz wzajemnego nieingerowania w sprawy wewnętrzne. Politycy radzieccy wychodzili z założenia, że zwycięstwo komunizmu w krajach zachodnich jest i tak nieuniknione w wyniku procesu dziejowego, zaś Kraj Rad powinien dawać przykład, a nie dążyć do konfrontacji. Jednocześnie zakładano pomoc ruchom partyzanckim o charakterze narodowowyzwoleńczym i lewicowym na całym świecie, czego wynikiem była wzmożona radziecka ekspansja polityczna i ideologiczna w krajach Trzeciego Świata.
Polityka pokojowego współistnienia doprowadziła do odprężenia w stosunkach radziecko-amerykańskich, czego efektem w następnych latach było między innymi podpisanie układów o ograniczeniu i nierozprzestrzenianiu broni nuklearnej (SALT I, SALT II) czy wspólny załogowy lot kosmiczny Sojuz-Apollo. Jednocześnie doktryna radzieckiej ekspansji w krajach Trzeciego Świata doprowadziła do wybuchu kryzysu kubańskiego. Efektem polityki pokojowego współistnienia był także rozłam radziecko-chiński, jako że Chiny uznały radziecką politykę za rewizjonistyczną i sprzeniewierzającą się założeniom marksizmu-leninizmu.